# Andrea Gurtner
Andrea Gurtner (* 1. Februar 2001) ist eine österreichische Fußballtorfrau.

## Karriere

### Vereine
Andrea Gurtner begann beim FC Braunau mit dem Fußballspielen. Danach spielte sie für den WSV ATSV Ranshofen und den ATSV Laab. In Ried besuchte sie die Sporthauptschule und wurde in das Landesverbandsausbildungszentrum (LAZ) aufgenommen. Des Weiteren war sie für die Union Geretsberg, Union Kleinmünchen, den SKV Altenmarkt und den FK Austria Wien/USC Landhaus aktiv. In St. Pölten absolvierte sie die Frauen-Akademie des Österreichischen Fußball-Bundes (ÖFB).
Nach der Matura wechselte sie 2021 zum FC Wacker Innsbruck und erhielt im selben Jahr einen Vertrag beim spanischen Erstligisten UD Tenerife, für den sie bis zum Saisonende 2022/23 24 Punktspiele bestritt. Nach einer Zwischenstation beim LASK wurde sie 2023 Torhüterin beim griechischen OFI Kreta, der in der Alpha Ethniki Gynekon spielt. Am Saisonende belegte sie mit ihrem Verein Platz 2, 12 Punkte hinter Meister PAOK Thessaloniki.
Im August 2024 wechselte sie in die Türkei zum Frauenteam von Trabzonspor, das in der Kadınlar 1. Ligi spielt.

### Nationalmannschaft
Gurtner bestritt insgesamt 13 Länderspiele für die Nachwuchsnationalmannschaften des ÖFB in den Altersklassen U16 und U17, bevor sie am 5. Oktober 2018 in Wels das erste Mal für die U19-Nationalmannschaft, beim 3:1-Sieg über die U19-Nationalmannschaft Lettlands im zweiten Spiel der Ersten Qualifikationsrunde, Gruppe 7 für die Europameisterschaft 2019, zum Einsatz kam. Ihr Debüt als Nationalspielerin gab sie am 20. Februar 2017 auf dem National Performance Centre in Edinburgh, beim 2:1-Sieg über die U17-Nationalmannschaft Schottlands im Rahmen des UEFA Development Tournament in Schottland. Mit 17 Jahren wurde sie das erste Mal für das österreichische Frauen-A-Team nachberufen. Auf Entscheidung der ÖFB-Teamchefin Irene Fuhrmann rückte sie Anfang Juni 2024 anstelle von Stammtorhüterin Manuela Zinsberger für das Qualifikationsspiel gegen die U19-Nationalmannschaft Islands für die Europameisterschaft 2025 nach.

## Erfolge
- Zweiter Griechische Meisterschaft 2024